# Karl Etzel

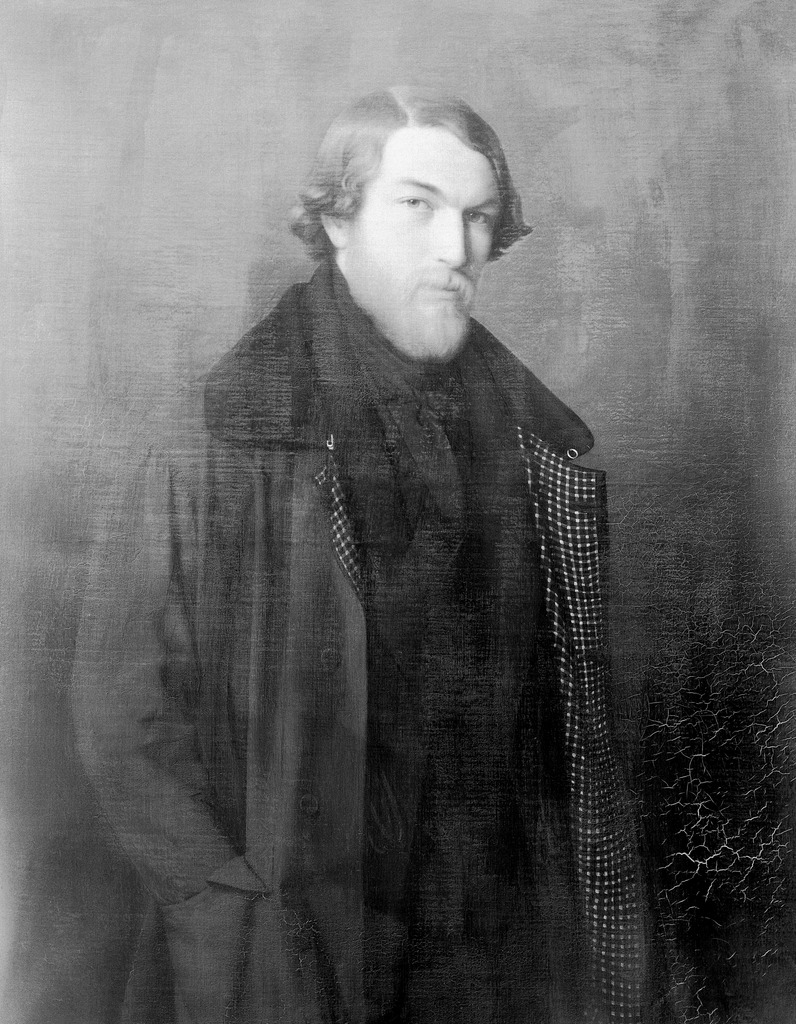
Karl Etzel em 1839

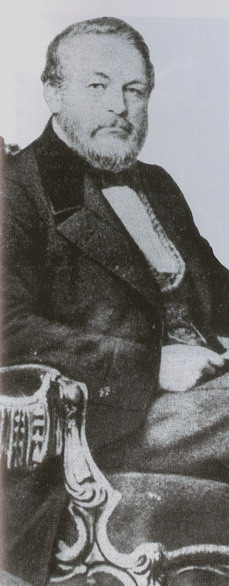
Karl Etzel

Karl von Etzel (6 de janeiro de 1812 – 2 de maio de 1865) foi um engenheiro ferroviário e arquiteto alemão. Construiu diversas linhas ferroviárias, pontes e viadutos, incluindo a Ponte do Vale de Bietigheim Enz.

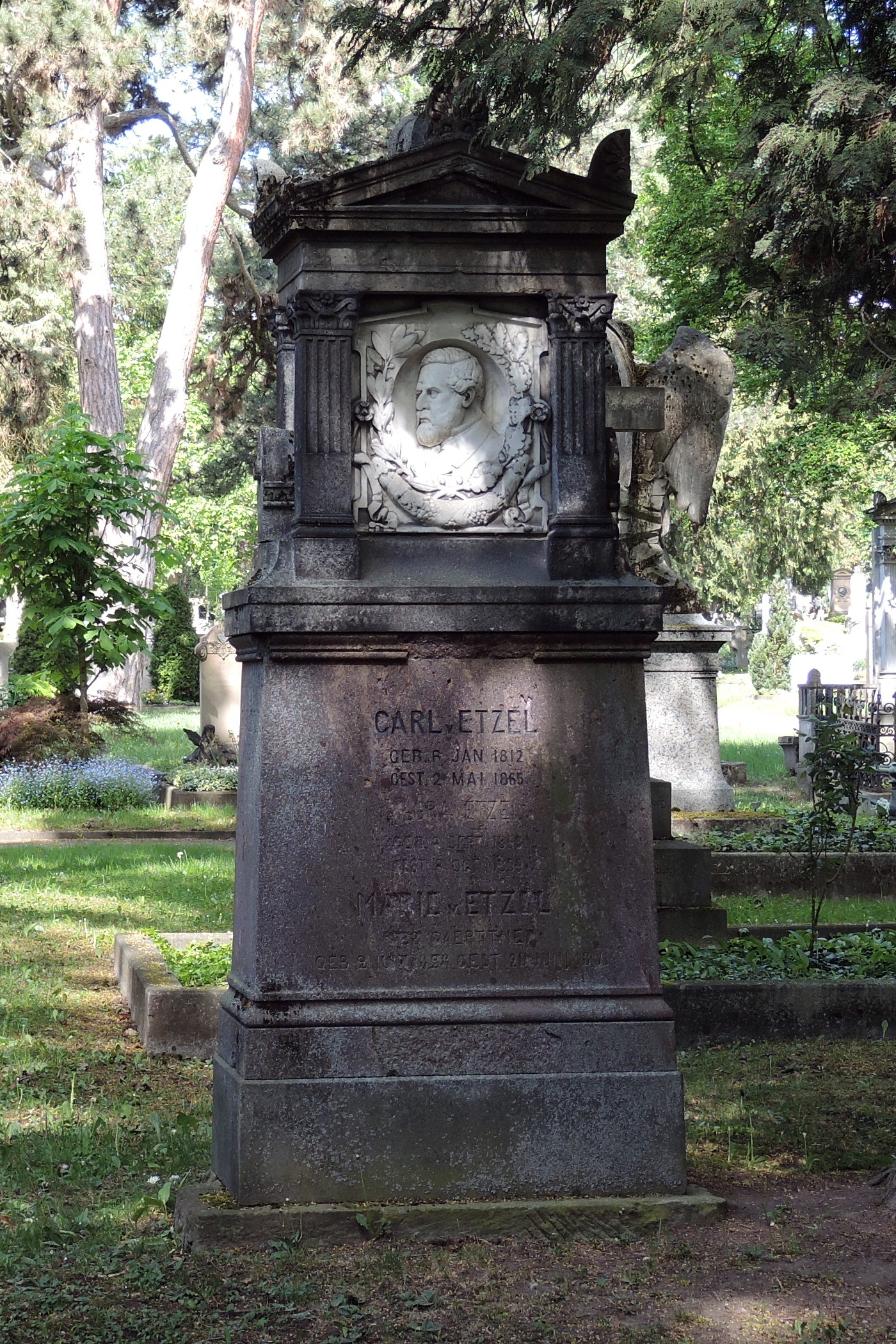
Sepultura no Pragfriedhof